# Drapeau du Nigeria

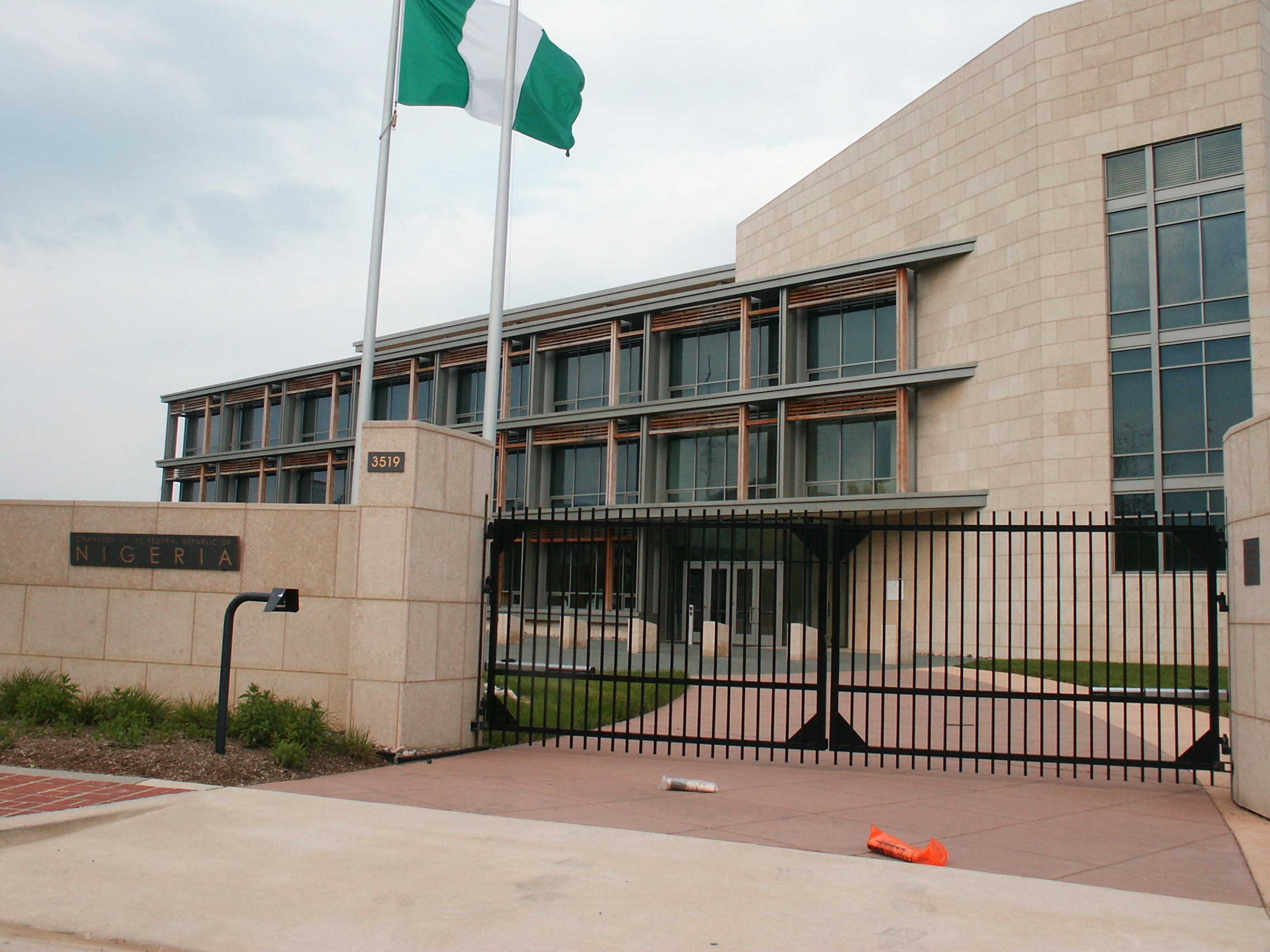
Drapeau nigérian à l'ambassade du Nigéria à Washington, DC

Le drapeau du Nigeria est conçu par Michael Taiwo Akinkunmi et est officiellement adopté pour représenter la nation du Nigeria à minuit le 1er octobre 1960, jour de l'indépendance du pays. Le drapeau est choisi dans le cadre d'un concours national ouvert organisé par le gouvernement, le dessin d'Akinkunmi étant sélectionné comme vainqueur parmi plus de trois mille candidatures. Le drapeau est un dessin vertical bicolore vert-blanc-vert, le vert représentant l'agriculture et le blanc représentant la paix et l'unité.
Le drapeau est hissé pour la première fois lors d'une cérémonie par le lieutenant David Ejoor de la Garde militaire.

## Histoire et conception
En préparation de l'indépendance du Nigeria de l'Empire britannique, un comité national de planification est créé qui a organisé un concours pour sélectionner un drapeau national en 1958. En 1959, sur près de 3 000 candidatures, Michael Taiwo Akinkunmi a remporté le concours avec un vert-blanc-vert égal avec un quart de soleil rouge sur la bande blanche. Après acceptation, le comité retire le quart de soleil rouge. Le drapeau accepté se compose désormais d'un bicolore vertical vert-blanc-vert ; le vert représente l’agriculture et le blanc représente l’unité et la paix,. Le 1er octobre 1960, le drapeau moderne est entré en vigueur en tant que premier drapeau officiel d'un Nigéria indépendant et est hissé pour la première fois lors d'une cérémonie par le lieutenant David Ejoor,,.

## Drapeaux historiques et variantes
À la fin du XVIIe siècle, le Nigeria actuel est composé de divers groupes ethniques sans drapeaux nationaux. En 1914, après la fusion du protectorat du sud du Nigeria et du protectorat du nord du Nigeria, Lord Lugard choisit un pavillon bleu britannique avec un hexagramme vert décrit comme l'étoile de David de type sioniste entourant la couronne royale avec le mot blanc « Nigeria » en dessous sur un disque rouge comme le drapeau du protectorat nigérian.
L'étendard du président du Nigeria de 1960 a un champ rouge avec un grand bouclier vert et une fimbriation blanche au centre. Il comporte également un bouclier noir avec un « Y » aux bords ondulés, représentant le confluent des fleuves Niger et Bénoué. Il y a trois rouleaux noirs contenant les légendes « Président », « République fédérale », « du Nigeria » placées respectivement sur chaque rouleau en lettres dorées. Celui-ci est remplacé par les armoiries nigérianes placées sur la bande blanche du drapeau nigérian ; cela sert également de drapeau d'État.

## Couleurs
|             | Green   | White       |
| ----------- | ------- | ----------- |
| RGB         | 0/128/0 | 255/255/255 |
| Hexadecimal | #008000 | #FFFFFF     |

## Symbolique
Le vert représente l'agriculture, le blanc la paix et l'unité (les mots « Paix et Unité » ont été la première devise du Nigéria). Selon une autre interprétation, l'inventeur du drapeau aurait été frappé, lors d'un survol en avion, par le fleuve Niger traversant les forêts de son pays.

## Proportions et dimensions

Drapeau présidentiel en tant que commandant des forces armées.

Selon l'usage britannique, le drapeau nigérian est deux fois plus large que haut. Les dimensions officiellement retenues sont :
|       | Largeur | Hauteur |
| ----- | ------- | ------- |
| Grand | 2,40 m  | 1,20 m  |
| Moyen | 1,80 m  | 0,90 m  |
| Petit | 1,20 m  | 0,60 m  |

## Anciens pavillons

Pavillon civil (Red Ensign).
Pavillon de la marine militaire (White Ensign).

Dans les premières années de son indépendance, le Nigéria utilisa un Red Ensign, un Blue Ensign et un White Ensign au canton chargé des couleurs nationales.

## Drapeaux coloniaux

### Deux Nigeria

Drapeau du Protectorat du Nigeria du Nord
Drapeau du Protectorat du Nigeria du Sud

Les deux seules différences entre les drapeaux du Nigeria du Nord et du Sud sont la couleur - le rouge pour le Nord, le vert pour le Sud - et, en toute logique, le nom des protectorats sur les drapeaux. Tous deux portent les armoiries royales du Royaume-Uni.

### Colonie et Protectorat du Nigeria

Drapeau de la colonie britannique (1914-1952)
Drapeau de la colonie britannique (1952-1960)

Le drapeau colonial nigérian de l'Empire britannique entre 1914 et 1960 porte une étoile verte évidée à six branches connue sous le nom de « sceau de Salomon », le roi biblique qui envoya une ambassade en Afrique.

## Sources
- (en) Christian Fogd Pedersen, The International Flag Book in Color, R. N. William Morrow & Company : Inc., New York, 1971
- (en) Whitney Smith, Flags Through the Ages and Across the World, McGraw-Hill Book Co., New York, 1975